# Bahnhof Geldern Ost

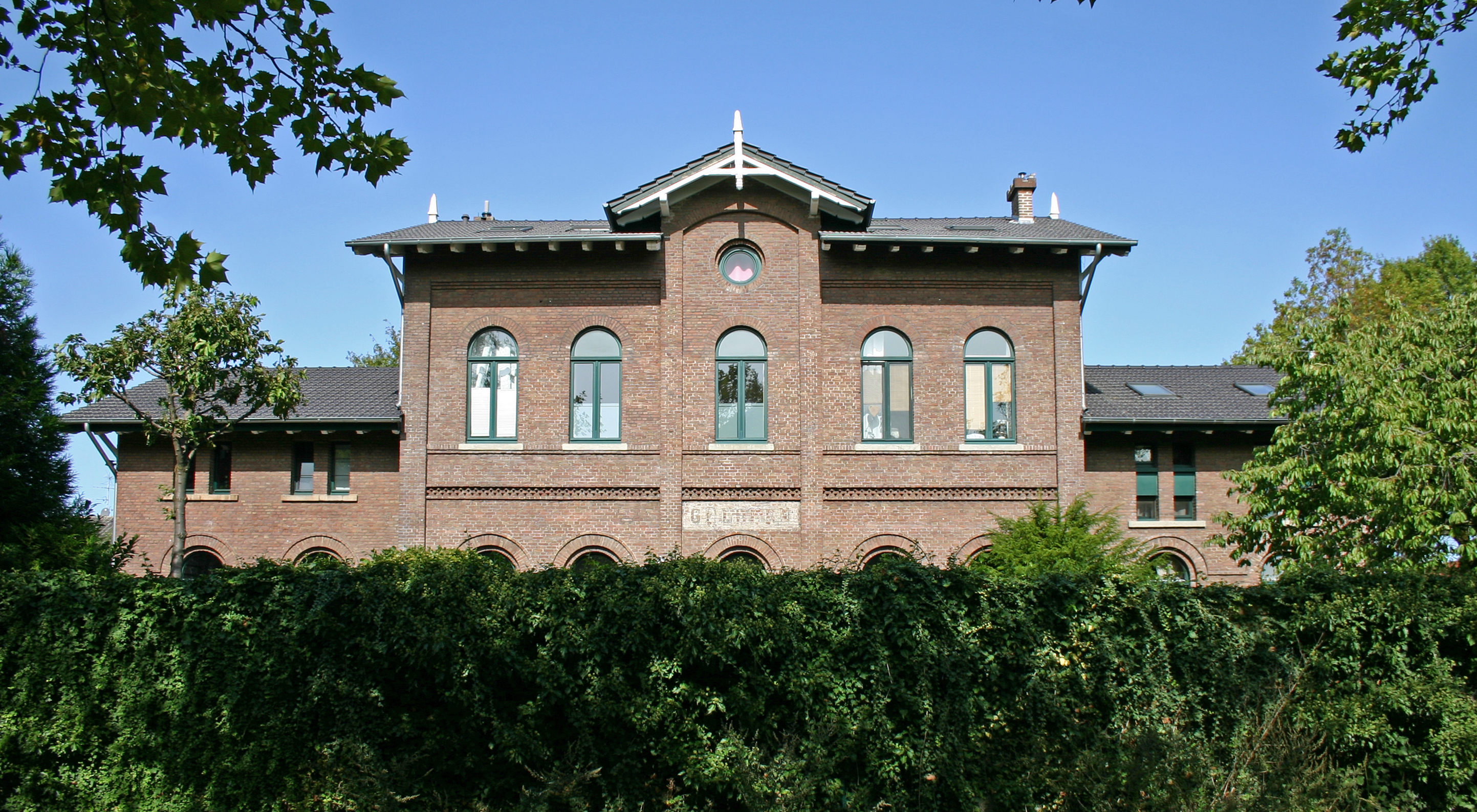
Empfangsgebäude, Gleisseite (2020).

Der Bahnhof Geldern Ost war ein Trennungsbahnhof in der niederrheinischen Stadt Geldern. Die Betriebsstelle lag an der Strecke Haltern – Venlo, die von der Köln-Mindener Eisenbahn-Gesellschaft als Teil einer Paris-Hamburger Bahn konzipiert und gebaut wurde. Mit dem Bahnhof Geldern der Rheinischen Eisenbahngesellschaft war er über eine 1,6 Kilometer lange Strecke verbunden. Der 1874 eröffnete Bahnhof wurde 1960 für den Personenverkehr geschlossen, bis etwa 1975 bestand er noch als Tarifpunkt im Güterverkehr. Das ehemalige Empfangsgebäude steht heute unter Denkmalschutz.

## Lage und Aufbau
Der Bahnhof befand sich östlich der Gelderner Altstadt an der von Nordost nach Südwest verlaufenden Venloer Bahn (VzG-Strecke 2003; [Haltern am See – Wesel –] Büderich – Venlo). Nach Westen fädelte die Verbindungsstrecke nach Geldern aus (VzG-Strecke 2517; Geldern Ost – Geldern), diese führte etwa einen Kilometer parallel zur Venloer Bahn und bog vor dem Kreuzungsbauwerk mit der Rheinischen Bahn nach Norden ab. Das Einfahrsignal A aus Fahrtrichtung Wesel stand in km 68,065, das Einfahrsignal J der Gegenrichtung in km 69,658. Daneben stand das Einfahrsignal K aus Fahrtrichtung Geldern im km 0,488. Für die Bedienung der signaltechnischen Anlagen standen drei mechanische Stellwerke bereit, die Wärterstellwerke Go und Gw standen an der östlichen beziehungsweise westlichen Einfahrt, das Befehlsstellwerk Gm stand am Empfangsgebäude. Innerhalb der Bahnhofgrenzen lagen zwei Bahnübergänge in Höhe der beiden Wärterstellwerke. In seiner größten Ausdehnung um das Jahr 1940 hatte der Bahnhof über neun Gleise, davon fünf Bahnsteiggleise. Für den Güterumschlag standen ein Freiladegleis und zwei Ladegleise mit Kopfseitenrampe zur Verfügung. Das Empfangsgebäude und der Güterschuppen standen nördlich der Gleise, der Ladebereich auf der gegenüberliegenden Seite. Die straßenseitige Anbindung erfolgte vom Issumer Tor aus über die heutige Stauffenbergstraße und die Straße Köln-Mindener Bahn. Die Anschrift des Empfangsgebäudes ist Köln-Mindener Bahn 34.
Das Empfangsgebäude wies eine Grundfläche von 281 Quadratmeter auf und entsprach baulich dem des Bahnhofs Appelhülsen an der Teilstrecke Haltern – Münster. Links und rechts des Gebäudes ließ die Bahngesellschaft Gärten anlegen. Der Güterschuppen lag östlich der Gärten und war mit 463 Quadratmetern Grundfläche vergleichsweise groß ausgefallen, was zwischen dem Umladeverkehr zwischen Köln-Mindener und Rheinischer Bahn geschuldet war.

## Geschichte
Bei der Planung der Hamburg-Venloer Bahn stand die genaue Lage des Gelderner Bahnhofs noch nicht fest. Die Bürgermeister von Geldern und der umliegenden Gemeinden sowie der zuständige Landrat wünschten eine Einbindung der Strecke in den bestehenden Bahnhof Geldern an der Strecke Köln – Kleve der Rheinischen Eisenbahngesellschaft, um die Umsteigewege zwischen beiden Bahnen so kurz wie möglich zu halten. Die für den Streckenbau verantwortliche Cöln-Mindener Eisenbahn-Gesellschaft (KME) verwies hingegen darauf, dass aus den benachbarten Gemeinden Issum und Straelen kein wirkliches Verkehrsbedürfnis nach Geldern bestünde, die einen Gemeinschaftsbahnhof rechtfertigen würden. Zudem spielten wohl auch militärische Aspekte eine Rolle, weshalb die Strecke zwischen Wesel und Venlo als strategische Bahn möglichst geradlinig ausgeführt werden sollte. In Geldern waren daher der Bau eines zweiten Bahnhofs und der Bau einer Verbindungskurve zum Rheinischen Bahnhof vorgesehen.
Die KME zeigte sich wenig interessiert an dem Bau der Strecke Haltern – Venlo, von der sie sich nur eine geringe bis keine Rentabilität versprach. Sie versuchte daher, den Bau mehrmals hinauszuzögern. Erst mit dem Bau der „Duits Lijnte“ der niederländischen Noord-Brabantsch-Duitsche Spoorweg-Maatschappij und ihrer Mitnutzung der Weseler Rheinbrücke führten dazu, dass die KME sich des Projekts annahm. Am 15. Juni 1873 erreichte der erste Arbeitszug den Gelderner Bahnhof. Am Silvestertag 1874 ging der Abschnitt Wesel – Venlo in Betrieb, nachdem der Ostast Haltern – Wesel bereits am 1. März 1874 eröffnet wurde. Die Verbindungskurve zwischen dem Köln-Mindener Bahnhof – nachfolgend Geldern KM genannt – zum Rheinischen Bahnhof – nachfolgend Geldern Rh bezeichnet – ging am 25. Oktober 1875 für den Übergabefahrten in Betrieb, Personenverkehr fand anfangs noch nicht statt.
Der Köln-Mindener Bahnhof umfasste neben dem durchgehenden Hauptgleis drei Kreuzungs- und Überholgleise für Zugkreuzungen mit insgesamt drei Bahnsteigen, ein Stumpfgleis zum Güterschuppen und neun (ab 1875: zehn) Weichen. Für die durchfahrenden Züge und den örtlichen Rangierverkehr stand eine Wasserstation bereit, die über einen bahneigenen Brunnen und eine windkraftbetriebene Pumpe mit Grundwasser versorgt wurde. Die Station fasste 41 Kubikmeter Wasser. Bis zur Verstaatlichung der beiden Bahngesellschaften im Jahr 1880 war zeitweise eine eigene Rangierlokomotive im Bahnhof stationiert. Aufgrund des hohen Rangeieraufwands wurde im Herbst 1875 eine zweite Weichenstellerbude aufgestellt. Um die Jahrhundertwende wurden die vorhandenen Wasserkräne gegen leistungsfähigere Anlagen ausgetauscht und über eine Wasserleitung an den kurz zuvor errichteten Wasserturm im Rheinischen Bahnhof angeschlossen. Für die Pendelzüge nach Geldern Rheinisch wurde zwischen Gleis 4 und 5 ein dritter Bahnsteig angelegt. Etwa zeitgleich gingen vermutlich auch die beiden Wärterstellwerke Ot und Wt (später: Go und Gw) in Betrieb. Zuvor wurden die Weichen in diesem Bereich von Hand gestellt und über Schlüsselwerke gesichert. Bis 1914 wurden noch gegenüber vom Stellwerk Wt eine Laderampe mit zwei Kopfgleisen gebaut und das Schuppengleis auch von Osten an Gleis 1 angebunden. Der Bauzustand des Bahnhofs blieb bis zum Zweiten Weltkrieg annähernd bestehen.
Im Jahr 1909 beantragte der preußische Minister der öffentlichen Arbeiten Breitenbach den Bau einer Strecke von Geldern – Meerbeck vor. Die Gemeinde Geldern wollte den Umstand nutzen zur Zusammenlegung der beiden Bahnhöfe. Das Vorhaben scheiterte letztlich am Widerstand des Herrn von Hoensbroech, dessen Ländereien für die nördliche Anbindung durchquert hätten werden müssen. Zwischen 1927 und 1936 wurde der Köln-Mindener Bahnhof in Geldern Ost umbenannt. Mit der Umwandlung des Streckenabschnittes Geldern Ost – Venlo am 15. Mai 1931 in eine Nebenbahn wurde der Schrankenposten für den Bahnübergang in Kilometer 69,303 geschlossen und die Kurbeln in das Stellwerk Gw verlegt.
Während des Zweiten Weltkrieges waren die Venloer Bahn und die nördlich verlaufende Boxteler Bahn wichtige Vormarschlinien der Alliierten Richtung Wesel. Die sich zurückziehenden Wehrmachtsverbände zerstörten daher beide Strecken in kurzen Abständen, so auch die Überführung der Venloer Bahn über die Rheinische Strecke.
Nach dem Krieg konnte die Strecke aufgrund der zerstörten Weseler Rheinbrücke nicht mehr an die Vergangenheit anknüpfen. Die Deutsche Bundesbahn stellte den Personenverkehr zwischen Büderich Ost und Geldern zum 29. Mai 1960 ein. Kurz darauf wurden die verbliebenen Stellwerke Gm und Go außer Betrieb genommen und Fahrdienstleiter und Weichenwärter abgezogen. Stellwerk Gw blieb noch als Schrankenposten für den fernbedienten Bahnübergang an der Bundesstraße 9/Geldertor bestehen, bis dieser in eine Zugbediente Anlage umgebaut wurde. Zum 29. Mai 1967 stellte die Bundesbahn auch den Güterverkehr zwischen Straelen, Geldern Ost und Bönninghardt ein. Der Bahnhof Geldern Ost blieb als Bahnhofsgleis des Bahnhofs Geldern noch bestehen und wurde auf drei Gleise (Abstellgleis, Umfahrgleis, Ladegleis) reduziert. Nachdem der letzte Kunde um 1971 abzog, wurde der Tarifpunkt Geldern Ost aufgegeben. 1975 ließ die Bundesbahn die Gleise abbauen. Noch vor der Stilllegung der Bahn bemühten sich Privatleute um den Erwerb des Empfangsgebäudes. Die Stadt Geldern zeigte ebenfalls Interesse an den Bahnanlagen. Die zuständige Bundesbahndirektion Köln löste schließlich das Gebäude aus dem Gesamtpaket und verkaufte es einschließlich Grundstück im Jahr 1977 für 120.000 D-Mark. Nach der Sanierung wurde das Gebäude zeitweise vom Christus-Zentrum Niederrhein genutzt. Das verbliebene Bahngelände zwischen der B 9 und B 58 ging an die Stadt Geldern, die dort Wohnungen errichten ließ. Teile der Wasserstation sind ebenfalls erhalten geblieben.

## Verkehr

### Personenverkehr
Mit der Eröffnung des Westabschnitts der Venloer Bahn wurde Geldern zunächst von täglich drei Personenzugpaaren zwischen Haltern und Venlo. Die Fahrpläne der Züge waren lediglich innerhalb der KME aufeinander abgestimmt, sodass die Fahrgäste zwischen beiden Gelderner Bahnhöfen neben einem rund zwei Kilometer langen Fußmarsch zusätzliche Wartezeit zu ertragen hatten. Zum Sommerfahrplan 1879 wandelte die KME zwei Güterzüge in gemischte Züge um, mit denen auch in Geldern Anschlusszüge erreicht werden konnten. Die KME setzte während der Wallfahrt in Kevelaer zusätzliche Sonderzüge bis Geldern ein, von wo aus die Pilger zu Fuß weitergingen. Der Fahrplan vom 1. Oktober 1886 weist vier Zugpaare zwischen Haltern und Venlo aus. Ab 1899 fuhren erstmals ein Pendelzugpaar zwischen Geldern KM und Geldern Rh, fünf Jahre darauf waren es bereits sieben Zugpaare. Auf der Venloer Bahn setzte die KED Köln ab 1904 ein fünftes und ab 1906 ein sechstes Zugpaar ein, beide mit Laufweg zwischen Wesel und Venlo. Ab dem Winterfahrplan 1906/07 kam ein bis dahin als Leerzug verkehrender Zug von Straelen nach Wesel hinzu.
Nach Beginn des Ersten Weltkriegs galt zunächst bis zum 2. November 1914 der Militärfahrplan. Da die neutralen Niederlande den ihre Grenzen zum Deutschen Reich schlossen, endeten die Züge in Straelen. Ihre Anzahl wurde auf fünf Zugpaare reduziert. Für den Schülerverkehr liefen ab der gleichen Zeit zwei Züge von Straelen nach Geldern. Mit dem Sommerfahrplan 1916 entfiel ein weiteres Zugpaar zwischen Wesel und Venlo, im November 1916 weitere Züge zwischen Haltern und Straelen. Im Herbst 1917 waren nunmehr drei Zugpaare eingesetzt.
Infolge der Besetzung der linken Rheinseite durch belgische und französische Truppen nach Kriegsende wurde der durchgehende Verkehr nach Wesel und Venlo unterbrochen. Die Züge fuhren zwischen Büderich und Straelen. Ab Mai 1920 waren Fahrten von Büderich nach Wesel und ab dem 1. Juni 1920 von Straelen nach Venlo wieder möglich. Von den drei Zugpaaren die täglich Richtung Venlo fuhren, begannen beziehungsweise endeten zwei in Geldern KM. Nach der Ruhrbesetzung und dem Aufruf von Reichskanzler Wilhelm Cuno zum passiven Widerstand ruhte der Verkehr auf dem linksrheinischen Abschnitt der Venloer Bahn von Juni 1923 bis November 1924. Da der Verkehr nach den Niederlanden auch in der Zeit danach nicht wieder erstarkte, waren sowohl die Reichsbahn als auch die Nederlandse Spoorwegen bestrebt, die Venloer Bahn stillzulegen. Die Weseler Züge fuhren daher nun meist direkt nach Geldern Rh. Der Sommerfahrplan vom 5. Juni 1925 zeigt für Geldern KM sechs Zugpaare Wesel – Geldern Rh (davon eines werktags), ein Zugpaar Wesel – Venlo, je zwei Zugpaare Geldern KM – Straelen beziehungsweise Geldern KM – Venlo, zwei Pendelzugpaare Geldern KM – Geldern Rh und ein Zugpaar Menzelen Ost – Geldern KM (werktags). Später gab die Reichsbahn noch einen morgendlichen Güterzug von Issum nach Geldern KM für den Schülerverkehr frei. Am 4. Oktober 1936 stellte die Reichsbahn den Personenverkehr zwischen Geldern Ost und Venlo ein und ersetzte die Zugverbindung durch eine Reichsbahn-Kraftomnibuslinie. Mit dem zweiten Kriegsfahrplan vom Dezember 1939 wurde der Personenverkehr zwischen Geldern Ost und Straelen wieder aufgenommen und die Kraftomnibuslinie eingestellt. Täglich fünf Zugpaare fuhren zwischen Geldern und Straelen, sechs Zugpaare zwischen Wesel und Geldern. Zum 20. Januar 1941 wurde „ausschließlich für den holländischen Arbeiterverkehr“ der Grenzabschnitt nach Venlo ab Geldern wieder bedient. Vermutlich im März 1945 kam der Personenverkehr gänzlich zum Erliegen.
Aufgrund der zahlreichen Zerstörungen, die die Wehrmacht beim Rückzug von der linken Rheinseite hinterlassen hatte, fuhren die ersten Züge Geldern Ost erst 1946 wieder an. Es fuhren zunächst fünf Zugpaare zwischen Geldern und Menzelen West, zwei Zugpaare fuhren mit Fahrtrichtungswechsel weiter bis Moers. Richtung Straelen wurde der Reisezugverkehr nicht wieder aufgenommen. Bis Sommer 1950 weitete die Deutsche Bundesbahn das Angebot auf zehn werktägliche Zugpaare (sonntags sechs) zwischen Büderich und Geldern aus. Bereits zum Sommer 1953 wurde das Angebot wieder reduziert, es verkehrten täglich sieben Zugpaare ab Büderich, von denen fünf im kurz zuvor eröffneten Haltepunkt Büderich Ost endeten. Nach der Antragstellung auf Stilllegung beim Landesverkehrsministerium im Jahr 1958 reduzierte die Bundesbahn das Angebot weiter bis auf ein einziges Alibizugpaar in den Abendstunden und setzte ansonsten auf Bahnbusse. Zugleich verwies sie lokale Busunternehmen auf ihre Linienkonzessionen und untersagte ihnen die Einrichtung parallel verlaufender Linien. Am 29. Mai 1960 wurde das verbliebene Zugpaar ebenfalls eingestellt.

### Güterverkehr
Der Güterverkehr war zunächst sehr spärlich, zwischen Wesel und Venlo fuhren anfangs zwei Güterzugpaare am Tag. Der Umschlag konzentrierte sich auf die Abfuhr von Holz und landwirtschaftlichen Erzeugnissen und den Eingang von Kohlen. Das Angebot blieb über lange Zeit weitgehend gleich. Eilgut wurde mit den Personenzügen befördert. Mitte der 1950er Jahre brach die Bundesbahndirektion Köln den durchgehenden Güterverkehr auf der Strecke, sodass über Geldern Ost nunmehr noch Übergabefahrten Richtung Straelen und Issum – Bönninghardt liefen. Den Güterverkehr stellte die Bundesbahn auf diesem Abschnitt zum 1. März 1967 ein. Bis etwa 1971 wurden im Bahnhof noch Heizöl und Dieselkraftstoff für ein nahegelegenes Tanklager umgefüllt, danach wurde Geldern Ost als Gütertarifpunkt aufgehoben.